# Duo (album)
Duo è il primo album suonato in duetto dai cantanti Richard Marx e Matt Scannell, pubblicato nel 2008.

## Tracce
1. Always On Your Mind (Marx/Scannell) - 3:57
2. Sunshine (Scannell) - 3:40
3. Endless Summer Nights (Marx) - 4:29
4. We Are (Scannell) - 4:25
5. Hazard (Marx) - 4:35
6. Give You Back (Scannell) - 4:25
7. Love Goes On (Marx) - 3:46
8. Echo (Scannell) - 4:26
9. Your World (Marx) - 5:07
10. Everything You Want (Scannell) - 4:31

## Formazione
- Richard Marx - voce, chitarra, pianoforte
- Matt Scannell - voce, chitarra